# Лаз Алонсо
Лаз Алонсо (англ. Laz Alonso) — американський кіно та телеактор. Відомий ролями у фільмах «Аватар» та «Форсаж 4».

## Життєпис
Народився 25 березня 1974 року у місті Вашингтон (США). Алонсо закінчив престижну Школу Бізнесу Говардського університету, отримавши ступінь бакалавра в галузі маркетингу, деякий час займався банківськими інвестиціями і врешті-решт відкрив власну справу. Паралельно навчався акторській майстерності. Згодом став отримувати запрошення в рекламні ролики і кліпи. З його участю зняті знамениті рекламні ролики пива «Budweiser» «Wassup», за зйомки в яких актор отримав «Еммі». Крім того, Лаз Алонсо з'явився в кліпі Тоні Брекстон «Hit the Freeway», а також в «Miss You» співачки Алії.
У кіно актор вперше знявся у 2000 році у фільмі «Тридцятирічні», потім в його фільмографію увійшли «Назад на Землю» (2001), «Костянтин: Повелитель пітьми» і «Морпіхи» (обидва 2005 року), «Братство танцю» і «Викрадення» (в цьому психологічному трилері Лаз грав головну роль; обидва фільми 2007 року). У 2009 році актор був зайнятий вже в 6 проєктах, один з яких «Аватар» Джеймса Кемерона (Лаз грає в ньому одну з головних ролей).
Серед телепроєктів, в яких він знімався, на постійній основі або в окремих серіях, такі серіали, як «Провіденс» і «Практика», «C.S.I.: Маямі» і «U.S.Attorney», «Кістки» і «Без сліду» тощо.

## Фільмографія
| Рік       | Українська назва           | Оригінальна назва                  | Роль                            | Примітки                                               |
| --------- | -------------------------- | ---------------------------------- | ------------------------------- | ------------------------------------------------------ |
| 2000      | Зникаючий                  | Disappearing Acts                  | Ведучий                         | Телепередача                                           |
| 2001      | Тридцятилітні              | 30 Years to Life                   | Річард                          |                                                        |
| 2001      | Назад на Землю             | Down to Earth                      | Коментатор                      |                                                        |
| 2002      | Morning Breath             |                                    | Мігеліто                        | Короткометражний                                       |
| 2002      | Джі                        | G                                  | Крейг Льюїс                     |                                                        |
| 2002      |                            | All Night Bodega                   | Енжел                           |                                                        |
| 2002      | Провіденс                  | Providence                         | Едді                            | Серії: «Things That Go Bump in the Night» «Left-Overs» |
| 2003      | Кримінальні партнери       | Crime Partners                     | Девід Літл                      |                                                        |
| 2003      |                            | La cenicienta                      | Лазаро                          | Серія: «La Cenicienta»                                 |
| 2003      | Практика                   | Practice                           | Дерек Міллс                     | Серії: «The Heat of Passion» «Rape Shield»             |
| 2003      | Лепрекон 6: Додому         | Leprechaun: Back 2 tha Hood        | Рорі Джексон                    |                                                        |
| 2003–2004 | Один на один               | One on One                         | Менні                           | 3 серії                                                |
| 2004      | Без сліду                  | Without a Trace                    | Двейн                           | Серія: «The Line»                                      |
| 2004      | Пожива для душі            | Soul Food                          | Дерек                           | Серія: «Pagan Poetry»                                  |
| 2004      | NCIS: Полювання на вбивць  | NCIS                               | Ст.сержант Стівен Вашингтон     | Серія: «Split Decision»                                |
| 2004      | C.S.I.:Місце злочину Маямі | CSI: Miami                         | Dennis de Labeque / Deuce Deuce | Серія: «Pro Per»                                       |
| 2004      |                            | Hittin' It!                        | Кріс Бі                         |                                                        |
| 2005      | День мертвих               | All Souls Day: Dia de los Muertos  | Тайлер                          |                                                        |
| 2005      | Костянтин: Володар темряви | Constantine                        | Охоронець моргу                 |                                                        |
| 2005      | Орендарі                   | TheTenants                         | Джейкоб 32                      |                                                        |
| 2005      |                            | Flip the Script                    | Нельсон                         |                                                        |
| 2005      |                            | Entourage                          | Помічник Снупа                  | Серія: «The Abyss»                                     |
| 2005      | Морпіхи                    | Jarhead                            | Рамон Ескобар                   |                                                        |
| 2005      | Кістки                     | Bones                              | Джордж Ворен                    | Серія: «The Man in the Wall»                           |
| 2005–2007 | Очі                        | Eyes                               | Джеймс Кейдж                    | 4 серії                                                |
| 2006      | Один на один               | One on One                         | Трент                           | Серія: «California Girl»                               |
| 2006      |                            | The Last Stand                     | Веслі                           |                                                        |
| 2006      | Загін «Антитерор»          | The Unit                           | Sgt. Carmichael                 | Серія: «Natural Selection»                             |
| 2007      | Братство танцю             | Stomp the Yard                     | Зеке                            |                                                        |
| 2007      | Викрадення                 | Captivity                          | детектив Рей Ді Сантос          |                                                        |
| 2007      | Любов, страх та кролики    | Bunny Whipped                      | Кенні Кент                      |                                                        |
| 2007      |                            | Mano                               | Анжел                           | Короткометражний                                       |
| 2007      | Це Різдво                  | This Christmas                     | Малкольм Мур                    |                                                        |
| 2007      |                            | Divine Intervention                | Дікон Веллс                     |                                                        |
| 2008      | Диво Святої Анни           | Miracle at St. Anna                | Гектор Негрон                   |                                                        |
| 2009      | Форсаж 4                   | Fast & Furious                     | Фенікс Райс Кальдерон           |                                                        |
| 2009      | Балада про солдата Джо     | The Ballad of G.I. Joe             | Док                             | Відеофільм                                             |
| 2009      |                            | U.S. Attorney                      | Генрі Вільямс                   | Телепередача                                           |
| 2009      | Вниз по життю              | Down for Life                      | Офіцер Барбер                   |                                                        |
| 2009      |                            | Columbia Ave.                      | Макс Дельгадо                   | Короткометражний                                       |
| 2009      | Аватар                     | Avatar                             | Цу'тей                          |                                                        |
| 2010      | Просто Райт                | Just Wright                        | Марк Метьюс                     |                                                        |
| 2010–2011 | Південна територія         | Southland                          | детектив Гіл Пуенте             | 4 серії                                                |
| 2011      | Солом'яні пси              | Straw Dogs                         | помічник шерифа Джон Берк       |                                                        |
| 2011      | Випробування весіллям      | Jumping the Broom                  | Джейсон Тейлор                  |                                                        |
| 2011–2012 | Королі втечі               | Breakout Kings                     | Чарлі Дюшамп                    | Серіал                                                 |
| 2012–2013 | Обман                      | Deception]]                        | Вілл Морено                     | Серіал                                                 |
| 2013      | Королі танцполу            | Battle of the Year: The Dream Team | Данте                           |                                                        |
| 2013      | Підозрюваний               | Person of Interest                 | Пол Картер                      | Серія: «Endgame»                                       |
| 2013      | Форсаж 6                   | Fast & Furious 6                   | Фенікс                          | в титрах невказаний                                    |
| 2014–2016 | Таємниці Лаури             | The Mysteries of Laura             | Біллі Сото                      | Серіал                                                 |
| 2017      | Детройт                    | Detroit                            | Джон Коньєрс                    |                                                        |
| 2021      | Гнів людський              | Wrath of Man                       | Карлос                          |                                                        |